# Oriolus phaeochromus
Papa-figos-de-halmaera ou papa-figos-de-halmahera (Oriolus phaeochromus) é uma espécie de ave da família Oriolidae.
É endémica da Indonésia.
Os seus habitats naturais são: florestas subtropicais ou tropicais húmidas de baixa altitude.